# Curling Tye Green
Curling Tye Green – przysiółek w Anglii, w Esseksie. Curling Tye Green jest wspomniana w Domesday Book (1086) jako Curlai.